# Climax (stijlfiguur)
Een climax is een veelgebruikte stijlfiguur voor een hoogtepunt waarnaar wordt toegewerkt doordat in een opsomming (enumeratie) van gelijksoortige elementen hun betekenis steeds in kracht toeneemt. Deze definitie is niet geheel correct, daar het bij een climax (van het Grieks κλῖμαξ klimax, wat "trap" of "ladder" betekent) gaat om de stijging naar het hoogtepunt. Het is echter dusdanig ingeburgerd in de taal dat bij het gebruik van het woord ervan uitgegaan mag worden dat hoogtepunt bedoeld wordt. De climax als stijlfiguur wordt vooral toegepast in de retorica en in literaire teksten. Het tegenovergestelde is een anticlimax.
In literaire teksten wordt een climax vaak in verband gebracht met de spanningsboog van het verhaal; waarbij de intensiteit (spanning) toeneemt, om zo tot een hoogtepunt (of keerpunt) van een vertelling te komen. Een voorbeeld is de 'Hero's Journey'. In de retoriek wordt een climax meestal gebruikt in de vorm van een opsomming (enumeratie) van gelijksoortige elementen waarvan de betekenis in kracht toeneemt om zo het argument (het hoogtepunt waarnaartoe gewerkt is) te onderbouwen.

## Voorbeeld
- Hij voldoet, neen... doet het goed, neen... uitstekend, neen... hij is de allerbeste.
- Uren, dagen, maanden, jaren
vliegen als een schaduw heen[1]